# Elmen
Elmen é um município da Áustria, situado no distrito de Reutte, no estado do Tirol. Tem 29,6 km² de área e sua população em 2019 foi estimada em 370 habitantes.